# I 4 dell'Oca selvaggia II
I 4 dell'Oca selvaggia II (Wild Geese II) è un film del 1985, diretto da Peter R. Hunt.
La pellicola ha tra i protagonisti Edward Fox, Scott Glenn e vede la partecipazione di Laurence Olivier.

## Trama
Robert McCann, magnate della TV privata, ha individuato lo scoop del secolo: far fuggire Rudolf Hess, novantenne gerarca nazista detenuto nel carcere di Spandau, che potrebbe avere segreti straordinari da svelare. L'incarico viene dato alla giornalista Kathy Lucas e ad Alex Faulkner, fratello di Allen Faulkner. I due si avvalgono della collaborazione, per una ingente somma di denaro, di John Haddad, un addestratissimo mercenario.
Dopo alcuni maldestri tentativi senza alcun esito di Haddad, Faulkner interviene in prima persona, ma ormai si sono interessati alla vicenda i servizi segreti di diversi stati. Danno il via ad un'operazione fantasiosa in cui un sergente inglese, che lavora all'interno del carcere, dovrebbe provocare un finto malore ad Hess per permetterne il trasferimento in ospedale. Kathy viene sequestrata dalla polizia tedesca e Haddad deve liberarla con uno scontro a fuoco. Nonostante tutto riescono a rapire Rudolf Hess e a fargli passare la frontiera austro-germanica con passaporti falsi, approfittando del tumultuoso ritorno a Vienna di una folla di sportivi che ha assistito ad un incontro di calcio. La vicenda sembra essersi conclusa positivamente, se non che Hess spiazza tutti dichiarando a Kathy ed agli altri che i 40 anni trascorsi dal processo di Norimberga lo hanno fatto meditare molto. Il passato è passato e le sue rivelazioni su eventi ormai lontani gli sembrano assolutamente inutili. Chiede quindi di essere riportato in cella a Spandau, che egli considera ormai la sua casa ed il solo asilo possibile.

## Produzione
Dopo 7 anni dal film I 4 dell'Oca selvaggia, i produttori furono persuasi a girare un sequel basato sul romanzo Square Circle (in seguito ripubblicato come Oche Selvagge II) dello stesso autore, Daniel Carney, che aveva già scritto il romanzo dal quale era stato tratto il primo film.
Il film non ebbe successo, anche a causa della morte di Richard Burton avvenuta due settimane prima dell'inizio delle riprese. Fu sostituito da Edward Fox e il personaggio fu cambiato in Alex Faulkner, il fratello di Allen, protagonista del primo film.

## Curiosità
Secondo la biografia Olivier di Francis Becket (Haus Publishing, 2005), Wolf Rüdiger Hess, il figlio di Rudolf Hess, disse che il ritratto di Laurence Olivier di suo padre nel film I 4 dell'Oca selvaggia II era "misteriosamente accurato".